# Эффект бабочки (фильм)
«Эффект бабочки» (англ. The Butterfly Effect) — американский фильм 2004 года. В главных ролях — Эштон Кутчер и Эми Смарт. Сценарий отсылает к понятию эффекта бабочки из теории хаоса. Картина была номинирована на премию «Сатурн» в категории «Лучший научно-фантастический фильм».

## Слоган
- «Change one thing, change everything» — (Изменишь одно — изменится всё)
- «Such minor changes, such huge consequences» — (Такие незначительные изменения, такие огромные последствия)
- «Verändere die Zukunft, durch die Vergangenheit» («Change the future, through the past») — (Изменить будущее посредством прошлого)
- «Das Ende ist erst der Anfang» («The end is only the beginning») — (Конец — это только начало)

## Сюжет
По мере взросления Эван Треборн и его друзья (Ленни, сестра Келли и брат Томми — Миллеры) переживали тяжёлые психологические травмы, в результате чего у Эвана часто случались провалы памяти. Джордж Миллер (Эрик Штольц), отец Келли и Томми принуждал детей и Эвана к съёмкам в детской порнографии; Эвана почти задушил отец Джейсон Треборн (Кит Ренни), которого затем убили охранники; играя вместе с друзьями с динамитом, Ленни случайно убил мать и её маленькую дочь; Томми заживо сжёг собаку Эвана.
Семь лет спустя, развлекая девушку в комнате общежития, Эван обнаруживает, что когда читает свои подростковые дневники, может путешествовать во времени и изменять прошлое. Его путешествия во времени объясняют частые провалы памяти, которые он испытывал в детстве, поскольку это были моменты, когда его взрослая личность захватила его сознание, например, когда отец душил его, поняв, что у Эвана также есть способность путешествовать во времени. Тем не менее, у его пересмотренного выбора есть последствия, которые резко изменяют нынешнюю жизнь. Например, его таймлайн приводит к альтернативным версиям будущего, в котором он оказывается то студентом колледжа, то заключённым, попавшим в тюрьму за убийство Томми, то безруким инвалидом-колясочником. В конце концов он понимает, что, несмотря на благие намерения исправить прошлое, его действия приводят к непредвиденным последствиям, от которых ужасно страдает он сам или кто-то из его друзей. Более того, переживание новых воспоминаний за десятки лет из альтернативных таймлайнов вызывает у него повреждение мозга и сильные носовые кровотечения. В конце концов Эван приходит к выводу, что у него и его друзей никогда не будет хорошего будущего, пока он продолжает изменять прошлое, и понимает, что не помогает им, а причиняет боль.

### Альтернативные финалы
Далее версии фильма расходятся.
В прокатной версии Эван смотрит видео о том, как впервые знакомится с Келли. Он возвращается в этот момент и вместо обычного знакомства говорит Келли: «Я тебя ненавижу, и если ты ещё раз ко мне подойдёшь, я убью тебя и твою чёртову семью». Келли плачет и убегает. Далее идут кадры, из которых понятно, что Келли и Томми остались жить с матерью после развода с Миллером-старшим.
Эван приходит в себя в общежитии, где живёт с Ленни: ни он, ни Ленни не знакомы ни с Келли, ни с Томми. Эван вместе с Ленни сжигает дневники, заявляя, что разобрался в себе. В конце фильма Эван, ставший успешным психологом, идёт по Нью-Йорку и встречает повзрослевшую Келли. Затем следует один из вариантов окончания фильма:
1. Официальная кинопрокатная. Главные герои по очереди оглядываются и расходятся в разные стороны[4].
2. Открытая. Эван разворачивается и идёт вслед за Келли[5].
3. Счастливая. Обернувшись одновременно, Келли и Эван знакомятся[6].

В режиссёрской версии Эван смотрит видео, где его мать готовится рожать. Эван убивает себя в утробе матери, обмотав и затянув вокруг горла пуповину.

## В ролях
| Актёр               | Роль                              |
| ------------------- | --------------------------------- |
| Эштон Кутчер        | Эван Треборн                      |
| Эми Смарт           | Келли Миллер                      |
| Элден Хенсон        | Ленни                             |
| Уильям Ли Скотт     | Томми Миллер                      |
| Джон Патрик Амедори | Эван в 13 лет                     |
| Ирен Горовая        | Келли в 13 лет                    |
| Кевин Шмидт         | Ленни в 13 лет                    |
| Джесси Джеймс       | Томми в 13 лет                    |
| Логан Лерман        | Эван в 7 лет                      |
| Сара Виддоуз        | Келли в 7 лет                     |
| Джэйк Кезэ          | Ленни в 7 лет                     |
| Кэмерон Брайт       | Томми в 7 лет                     |
| Кевин Дюранд        | Карлос, сокамерник Эвана          |
| Мелора Уолтерс      | Андреа, мать Эвана                |
| Эрик Штольц         | Джордж Миллер, отец Келли и Томми |
| Каллум Кит Ренни    | Джейсон, отец Эвана               |
| Итан Сапли          | Тампер                            |

## Удалённые сцены
В режиссёрской версии фильма присутствуют сцены, вырезанные из финальной версии.

## Саундтрек

### Песни
- Oasis — «Stop Crying Your Heart Out»
- Bauhaus — «Dark Entries»
- Departure Lounge — «Alone Again and»
- AP2 — «The End»
- AP2 — «Heroin Hate»
- Jimmy Eat World — «Hear You Me»
- The Chemical Brothers — «My Elastic Eye»
- Even Rude — «When Animals Attack»
- Scott Eversoll — «Sittin' Single»
- Brian Ginsberg — «Something Static»
- Triggerpimp — «Lost»
- The Jon Spencer Blues Explosion — «The Midnight Creep»

### Инструментальная музыка
1. Evan’s Plan / Evan & Mom (2:49)
2. Mom and Evan / Evan’s Drawing (2:07)
3. In the Basement / Knife Blackout (1:27)
4. Going to See Dad (0:24)
5. Jason’s Funeral (0:48)
6. Lenny’s Explosive Flash / Hypnosis (3:10)
7. Tommy’s Right Hook / We’re moving (1:26)
8. Burnt Crockett (1:37)
9. Drive to See Lenny / Inside Lenny’s Room (2:16)
10. The Mailbox (1:14)
11. The Diner (1:06)
12. Kayleigh’s Funeral (1:40)
13. Evan’s Warning (2:53)
14. Sorority Strut (1:00)
15. Evan Kills Tommy (2:04)
16. Prison Escape (0:47)
17. Prison (1:07)
18. Stigmata Flashback (0:52)
19. Evan & Kayleigh / Kayleigh Loves Lenny (2:42)
20. Blowing Up Kayleigh (1:14)
21. Lockdown Lenny / Send You a Postcard (3:15)
22. Evan’s Escape (1:48)
23. Everyone’s Fixed Memories / The Butterfly Effect Reprise (3:20)